# Bachermühle
Bachermühle ist ein Weiler, der zur Stadt Lohmar im Rhein-Sieg-Kreis in Nordrhein-Westfalen gehört.

## Geographie
Bachermühle liegt im Norden des Stadtgebiets von Lohmar. Umliegende Ortschaften und Weiler sind Honsbach im Norden, Nordosten und Osten, Honsbachermühle im Osten, Neuhonrath im Osten, Südosten und Süden, Wahlscheid, Schloss Auel und Rosauel im Südwesten, Windlöck und Birken im Westen sowie Honrath, Burg Honrath und Naafshäuschen im Nordwesten.
Ein namenloser orographisch rechter Zufluss der Agger fließt durch Bachermühle hindurch.

## Geschichte
Im Jahre 1885 hatte Bachermühle neun Einwohner, die in einem Haus lebten.
Von 1884 bis 1954 war Bachermühle ein Haltepunkt an der Aggertalbahn. Zugleich war Bachermühle Poststation für die umliegenden Ortschaften. Nach einem Adressbuch aus dem Jahre 1901 war der Müller der Bacher Mühle zugleich Bäcker und Wirt.
Bis 1969 gehörte Bachermühle zu der bis dahin eigenständigen Gemeinde Wahlscheid.

## Verkehr
- Bachermühle liegt an der Kreuzung der Bundesstraße 484 mit der Kreisstraße 16.
- Der nächstgelegene Bahnhof liegt in Lohmar-Honrath bei Jexmühle.
- Die Buslinie 557 verbindet den Ort mit Siegburg und Overath. Bachermühle gehört zum Tarifgebiet des Verkehrsverbund Rhein-Sieg (VRS).[5]